# Пендаль привидению
«Пендаль привидению» (англ. Ghost Punting, иер. трад. 五福星撞鬼, кант.-рус.: Ын фук син чон куай, буквально: «Пять счастливых звёзд встречают призрака»), также известный как Lucky Stars Ghost Encounter — гонконгский комедийный боевик 1992 года, снятый Саммо Хунгом и с ним же в главной роли. Это шестой фильм из серии «Счастливые звёзды».

## Сюжет
Счастливые звёзды отправляются в отпуск на остров и обнаруживают призрак в замке рядом с их хижиной. В ходе дальнейших приключений главный герой использует свои навыки кунг-фу, чтобы сразиться с убийцами призрака.

## В ролях
| Актёр      | Роль                           |
| ---------- | ------------------------------ |
| Саммо Хун  | Че Ку Чхой                     |
| Эрик Цан   | Ло Хонь Ку                     |
| Нат Чань   | привидение                     |
| Стэнли Фун | Сай Нгау Пхэй                  |
| Ричард Ын  | Тай Сан Тэй                    |
| Чарли Чин  | Фа Кхэй Сам                    |
| Элейн Лёй  | женщина-полицейский Лён Лойтай |
| Монди Яу   | Сиу-сиу                        |
| Сибелль Ху | Па Вонфа                       |

## Кассовые сборы
Премьера в кинотеатральном прокате Гонконга состоялась 27 марта 1992 года. Завершившиеся 15 апреля показы принесли картине кассовые сборы в размере 8 281 568 $HK.